# Tina (Zeitschrift)

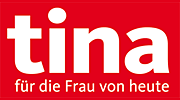
Logo 2008

tina ist eine wöchentlich erscheinende Frauenzeitschrift, die seit 1975 von der Bauer Media Group herausgegeben wird. Der Redaktionssitz ist Hamburg. 'tina' wird durch tina Koch & Back-Ideen ergänzt.

## Inhalt und Schwerpunkte
Themenschwerpunkte der Zeitschrift sind Mode, Schönheitspflege, Gesundheit, Service und Unterhaltung.

## Auflage und Verbreitung
tina hat laut IVW 2/2025 eine verbreitete Auflage von 188.504 Exemplaren und erreicht damit rund 2,55 Millionen Leser (Stand: MA15 P1).